# Pierre Adam (Musiker)
Pierre Adam (* 4. Oktober 1820 in Saint-Flour, Département Cantal, Frankreich; † 11. Juni 1890 in Paris, Frankreich) war ein französischer Bratschist und Komponist.

## Leben
Pierre Adams Vater war Dominique Adam, Chormeister an der Kathedrale von Saint-Flour, seine Mutter war Elizabeth Delcros.  Pierre Adam studierte Musik am Pariser Konservatorium. 1838 erhielt er zunächst einen zweiten Preis im Instrumentalfach Cornet à Pistons und 1841 einen ersten Preis. Er wurde Solobratscher im Orchester der Opera de Paris. Am 20. Oktober 1863 wurde er Mitglied in der Societe des Concerts du Conservatoire. Am 17. Juni 1884 wurde seine Mitgliedschaft endgültig aufgehoben, nachdem diese schon am 7. Juni 1881, 30. Mai 1882, 29. Mai 1883 und am 10. Juni 1884 zeitweilig aufgehoben worden war.

## Werke (Auswahl)
- Français jamais cosaque, Text: Etienne Tréfeu, E. Challiot, Paris, 1849 OCLC 843192279
- Le Vieillard et les enfants, Text: E Jaquinot, E. Challiot, Paris, 1851 OCLC 843192283
- Stéphanie, Polka für Klavier,  E. Challiot, Paris, 1852 OCLC 659163918[Digitalisat 1]
- La Noire, Polka für Klavier,  E. Challiot, Paris, 1852 OCLC 659163938[Digitalisat 2]
- Gaité champêtre, Quadrille über Motive von Théophile Semet und Victor Delannoy für Klavier, Flöte, Violine und Tambourin, E. Challiot, Paris, 1852 OCLC 659163397[Digitalisat 3]
- La Dryade. Polka mazurka für Klavier,  E. Challiot, Paris, 1855 OCLC 843192278[Digitalisat 4]

## Digitalisate
1. ↑  Stéphanie als Digitalisat bei Gallica
2. ↑  La Noire als Digitalisat bei Gallica
3. ↑  Gaité champêtre als Digitalisat bei Gallica
4. ↑  La Dryade als Digitalisat in der The Lester S. Levy Sheet Music Collection